# Liste der Baudenkmale in Goslar - Am Beek
In der Liste der Baudenkmale in Goslar - Am Beek sind alle Baudenkmale in der Straße Am Beek der niedersächsischen Gemeinde Goslar aufgelistet. Die Quelle der Baudenkmale ist der Denkmalatlas Niedersachsen. Der Stand der Liste ist der 25. September 2022.

## Allgemein
In den Spalten befinden sich folgende Informationen:
- Lage: die Adresse des Baudenkmales und die geographischen Koordinaten. Kartenansicht, um Koordinaten zu setzen. In der Kartenansicht sind Baudenkmale ohne Koordinaten mit einem roten Marker dargestellt und können in der Karte gesetzt werden. Baudenkmale ohne Bild sind mit einem blauen Marker gekennzeichnet, Baudenkmale mit Bild mit einem grünen Marker.
- Bezeichnung: Bezeichnung des Baudenkmales
- Beschreibung: die Beschreibung des Baudenkmales. Unter § 3 Abs. 2 NDSchG werden Einzeldenkmale und unter § 3 Abs. 3 NDSchG Gruppen baulicher Anlagen und deren Bestandteile ausgewiesen.
- ID: die Objekt-ID des Baudenkmales
- Bild: ein Bild des Baudenkmales, ggf. zusätzlich mit einem Link zu weiteren Fotos des Baudenkmals im Medienarchiv Wikimedia Commons. Wenn man auf das Kamerasymbol klickt, können Fotos zu Baudenkmalen aus dieser Liste hochgeladen werden:

Zurück zur Hauptliste
| Lage                                    | Bezeichnung  | Beschreibung | ID       | Bild |
| --------------------------------------- | ------------ | --- | -------- | ---- |
| Am Beek 51° 54′ 10″ N, 10° 25′ 7″ O     | Straßenraum  | | 36590992 |      |
| Am Beek 1 51° 54′ 11″ N, 10° 25′ 9″ O   | Wohnhaus     | Zweigeschossiger Fachwerkbau mit Satteldach in Schieferdeckung, frei stehend. Fassade fachwerksichtig, Straßenseite im OG sowie Giebeldreieck des Ostgiebels mit Schiefer verkleidet. | 36509909 |      |
| Am Beek 1 51° 54′ 12″ N, 10° 25′ 10″ O  | Nebengebäude | Eingeschossiger Fachwerkbau mit Pultdach, giebelständig. Fassade fachwerksichtig, auf Sockel aus Bruchsteinmauerwerk. | 36569748 | BW   |
| Am Beek 1 51° 54′ 11″ N, 10° 25′ 9″ O   | Treppe       | Treppenanlage von der Straße Am Beek zur Toröffnung in der Stützmauer unterhalb des Frankenberger Klosters. | 36595037 | BW   |
| Am Beek 2 51° 54′ 11″ N, 10° 25′ 8″ O   | Wohnhaus     | Zweigeschossiger Fachwerkbau mit Satteldach in Ziegeldeckung, traufständig. Fassade fachwerksichtig. | 36509939 |      |
| Am Beek 2 51° 54′ 11″ N, 10° 25′ 8″ O   | Nebengebäude | Eineinhalbgeschossiger Fachwerkbau mit Satteldach in Ziegeldeckung, frei stehend. Fassade fachwerksichtig. | 40419156 |      |
| Am Beek 2 51° 54′ 10″ N, 10° 25′ 6″ O   | Stadtmauer   | Fragment der historischen Stadtbefestigung (innerer Mauerring) westlich des Westwerks der Frankenberger Kirche, erbaut vermutlich ab etwa 1200, umgebaut und erweitert ab etwa 1500. Länge: je ca. 50 m beiderseits des Kirchturms. Erbaut aus Bruchsteinmauerwerk. Integriert sind zwei gekappte Rundtürme beiderseits der Kirche. | 36594803 | BW   |
| Am Beek 2 51° 54′ 11″ N, 10° 25′ 7″ O   | Stützmauer   | Stützmauer südlich der Frankenberger Kirche zur niedriger gelegenen Straße Am Beek, errichtet in Bruchsteinmauerwerk. Im westlichen Abschnitt barocke Toröffnung zum Klostergelände, mit vorgelagerter Treppenanlage. | 36593910 | BW   |
| Am Beek 5 51° 54′ 10″ N, 10° 25′ 9″ O   | Wohnhaus     | | 36509966 |      |
| Am Beek 5 51° 54′ 10″ N, 10° 25′ 8″ O   | Stadtmauer   | | 39822625 |      |
| Am Beek 6 51° 54′ 11″ N, 10° 25′ 10″ O  | Wohnhaus     | Zweigeschossiger Fachwerkbau mit Satteldach in Ziegeldeckung, giebelständiger Bau auf winkelförmigem Grundriss. Fassade fachwerksichtig, Giebelseite zur Straße mit Schiefer verkleidet. | 36509993 |      |
| Am Beek 7 51° 54′ 11″ N, 10° 25′ 10″ O  | Wohnhaus     | Zweigeschossiger Fachwerkbau mit Satteldach in Schieferdeckung, traufständig. Fassade mit Schiefer verkleidet, Windenhaus mit Ladeluke im Dachgeschoss an der linken Fassadenseite. | 36510020 |      |
| Am Beek 8 51° 54′ 12″ N, 10° 25′ 11″ O  | Wohnhaus     | Dreigeschossiger Fachwerkbau mit Satteldach in Schieferdeckung, traufständig. Fassade seit 1892 mit Schiefer verkleidet, ehemalige Däle 1888 zu Wohnräumen ausgebaut. | 36510051 |      |
| Am Beek 8 51° 54′ 11″ N, 10° 25′ 11″ O  | Nebengebäude | Zweigeschossiger Fachwerkbau, frei stehend. Fassade fachwerksichtig. | 36578289 | BW   |
| Am Beek 9 51° 54′ 12″ N, 10° 25′ 11″ O  | Wohnhaus     | Dreigeschossiger Fachwerkbau mit Satteldach in Ziegeldeckung, traufständig. Fassade mit Schiefer verkleidet. | 36510082 |      |
| Am Beek 9 51° 54′ 12″ N, 10° 25′ 11″ O  | Nebengebäude | Zweigeschossiges Gebäude auf winkelförmigem Grundriss. | 36572328 | BW   |
| Am Beek 10 51° 54′ 12″ N, 10° 25′ 11″ O | Wohnhaus     | Zweigeschossiger Fachwerkbau mit Satteldach in Schieferdeckung, traufständig. Fassade mit Schiefer verkleidet. | 36510113 |      |
| Am Beek 11 51° 54′ 12″ N, 10° 25′ 11″ O | Wohnhaus     | Zweigeschossiger Fachwerkbau mit Satteldach in Ziegeldeckung, traufständig. Fassade mit Schiefer verkleidet. | 36510141 |      |
| Am Beek 12 51° 54′ 12″ N, 10° 25′ 11″ O | Wohnhaus     | Dreigeschossiger Fachwerkbau mit Satteldach in Schieferdeckung, traufständig. Fassade fachwerksichtig, Däle 1877 zweigeschossig ausgebaut mit neuer Fassade, Brüstungsgefache im 2. OG mit regelmäßigen Fußstreben, Traufkante mit langen Knaggen mit horizontaler Profilierung, dazwischen Windbretter.                            | 36510169 |      |
| Am Beek 13 51° 54′ 12″ N, 10° 25′ 11″ O | Wohnhaus     | Zweigeschossiger Fachwerkbau mit Satteldach in Ziegeldeckung und mittigem Zwerchhaus, traufständig mit seitlichem Bauwich und Vorgarten. Fassade fachwerksichtig, mit schmalen Zwischengefachen. | 36510200 |      |
| Am Beek 13 51° 54′ 12″ N, 10° 25′ 12″ O | Nebengebäude | Eingeschossiger Massivbau mit Krüppelwalmdach in Ziegeldeckung, frei stehend. Fassade in Backsteinmauerwerk, mauerwerkssichtig, Fensteröffnungen mit Segmentbögen. | 36574172 | BW   |